# Primera División de México (Clausura 2012)
Primera División de México 2011/2012 (Clausura) – 87. edycja rozgrywek najwyższej w hierarchii ligi piłkarskiej w Meksyku (32. edycja licząc od wprowadzenia półrocznych sezonów). Rozgrywki odbyły się wiosną; pierwszy mecz rozegrano 6 stycznia, zaś ostatni (finał) 20 maja. Toczone były systemem ligowo pucharowym – najpierw wszystkie osiemnaście zespołów rywalizowało ze sobą podczas regularnego sezonu, a po jego zakończeniu osiem najlepszych drużyn zakwalifikowało się do fazy play-off, która wyłoniła mistrza kraju. Tytułu mistrzowskiego bronił Tigres UANL.
Mistrzostwo Meksyku (czwarte w swojej historii) zdobył Club Santos Laguna, pokonując w dwumeczu finałowym zespół CF Monterrey. Do drugiej ligi po 37 latach występów na najwyższym szczeblu rozgrywek spadła drużyna Estudiantes Tecos. Tytułem króla strzelców sezonu podzielili się natomiast Ekwadorczyk Christian Benítez z zespołu Club América i Urugwajczyk Iván Alonso z Deportivo Toluca z czternastoma golami na koncie.
Do rozgrywek Ligi Mistrzów CONCACAF 2012/2013 zakwalifikował się automatycznie wicemistrz kraju (CF Monterrey) oraz najlepsza drużyna regularnej fazy sezonu Apertura 2011 (Chivas de Guadalajara), zastępująca mistrza kraju (Club Santos Laguna), który zakwalifikował się już do Ligi Mistrzów poprzez wicemistrzostwo kraju w sezonie Apertura 2011.

## Kluby

### Stadiony i lokalizacje
| Klub              | Miasto           | Stan             | Stadion                         | Pojemność | Zdjęcie |
| ----------------- | ---------------- | ---------------- | ------------------------------- | --------- | ------- |
| Club América      | m. Meksyk        | Distrito Federal | Estadio Azteca                  | 105 064   |         |
| Atlante           | Cancún           | Quintana Roo     | Estadio Andrés Quintana Roo     | 20 000    |         |
| Atlas             | Guadalajara      | Jalisco          | Estadio Jalisco                 | 63 163    |         |
| Cruz Azul         | m. Meksyk        | Distrito Federal | Estadio Azul                    | 35 161    |         |
| Estudiantes Tecos | Guadalajara      | Jalisco          | Estadio Tres de Marzo           | 25 000    |         |
| Guadalajara       | Guadalajara      | Jalisco          | Estadio Omnilife                | 49 850    |         |
| Jaguares          | Tuxtla Gutiérrez | Chiapas          | Estadio Víctor Manuel Reyna     | 31 500    |         |
| Monterrey         | Monterrey        | Nuevo León       | Estadio Tecnológico             | 36 485    |         |
| Morelia           | Morelia          | Michoacán        | Estadio Morelos                 | 35 869    |         |
| Pachuca           | Pachuca          | Hidalgo          | Estadio Hidalgo                 | 30 000    |         |
| Puebla            | Puebla           | Puebla           | Estadio Cuauhtémoc              | 42 649    |         |
| Pumas UNAM        | m. Meksyk        | Distrito Federal | Estadio Olímpico Universitario  | 68 954    |         |
| Querétaro         | Querétaro        | Querétaro        | Estadio Corregidora             | 35 575    |         |
| San Luis          | San Luis Potosí  | San Luis Potosí  | Estadio Alfonso Lastras Ramírez | 24 000    |         |
| Santos Laguna     | Torreón          | Coahuila         | Estadio Corona                  | 30 000    |         |
| Tigres UANL       | Monterrey        | Nuevo León       | Estadio Universitario           | 45 000    |         |
| Tijuana           | Tijuana          | Kalifornia Dolna | Estadio Caliente                | 33 333    |         |
| Toluca            | Toluca           | Meksyk           | Estadio Nemesio Díez            | 26 000    |         |

### Trenerzy, kapitanowie, sponsorzy
| Klub              | Trener                 | Trener                 | Kapitan               | . | Sponsor techniczny | Sponsor na koszulce            |
| ----------------- | ---------------------- | ---------------------- | --------------------- | - | ------------------ | ------------------------------ |
| Club América      | Miguel Herrera         | od 15 listopada 2011   | Daniel Montenegro     | . | Nike               | Bimbo                          |
| Atlante           | Mario García           | od 29 listopada 2011   | José Daniel Guerrero  | . | Garcis             | Cancún                         |
| Atlas             | Juan Carlos Chávez     | od 18 września 2011    | Leandro Cufré         | . | Atletica           | Akron                          |
| Cruz Azul         | Enrique Meza           | od 5 czerwca 2009      | Julio César Domínguez | . | Umbro              | Cemento Cruz Azul              |
| Estudiantes Tecos | José Luis Salgado      | od 1 listopada 2011    | Juan Carlos Leaño     | . | Pirma              | Isla Navidad                   |
| Guadalajara       | Fernando Quirarte      | od 3 października 2011 | Héctor Reynoso        | . | Adidas             | Bimbo                          |
| Jaguares          | José Guadalupe Cruz    | od 18 maja 2010        | Jackson Martínez      | . | Atletica           | Banco Azteca                   |
| Monterrey         | Víctor Manuel Vucetich | od 9 stycznia 2009     | Luis Ernesto Pérez    | . | Nike               | Bimbo                          |
| Morelia           | Tomás Boy              | od 20 lutego 2009      | Federico Vilar        | . | Nike               | Roshfrans                      |
| Pachuca           | Efraín Flores          | od 8 marca 2011        | Leobardo López        | . | Nike               | Gamesa                         |
| Puebla            | Juan Carlos Osorio     | od 13 listopada 2011   | Gonzalo Pineda        | . | Kappa              | Volkswagen                     |
| Pumas UNAM        | Guillermo Vázquez      | od 19 maja 2010        | Darío Verón           | . | Puma               | Banamex                        |
| Querétaro         | José Cardozo           | od 16 sierpnia 2011    | Adrián García Arias   | . | Marval             | Libertad Servicios Financieros |
| San Luis          | René Isidoro García    | od 22 listopada 2011   | Alfredo Moreno        | . | Atletica           | Caja Popular Mexicana          |
| Santos Laguna     | Benjamín Galindo       | od 8 września 2011     | Oswaldo Sánchez       | . | Puma               | Soriana                        |
| Tigres UANL       | Ricardo Ferretti       | od 19 maja 2010        | Lucas Lobos           | . | Adidas             | Cemex                          |
| Tijuana           | Antonio Mohamed        | od 19 września 2011    | Javier Gandolfi       | . | Nike               | Caliente                       |
| Toluca            | Wilson Graniolatti     | od 13 listopada 2011   | Sinha                 | . | Under Armour       | Banamex                        |

### Zmiany trenerów
| Klub              | Były trener         | Data odejścia     | Powód odejścia                          | Nowy trener              | Data zatrudnienia |
| ----------------- | ------------------- | ----------------- | --------------------------------------- | ------------------------ | ----------------- |
| Przed sezonem     |                     |                   |                                         |                          |                   |
| Puebla            | Sergio Bueno        | 6 listopada 2011  | Zwolnienie                              | Juan Carlos Osorio       | 13 listopada 2011 |
| Toluca            | Héctor Hugo Eugui   | 10 listopada 2011 | Zwolnienie                              | Wilson Graniolatti       | 13 listopada 2011 |
| Atlante           | Miguel Herrera      | 15 listopada 2011 | Objęcie stanowiska trenera Club América | Mario García             | 29 listopada 2011 |
| Club América      | Alfredo Tena        | 10 listopada 2011 | Zwolnienie                              | Miguel Herrera           | 15 listopada 2011 |
| San Luis          | Ignacio Ambríz      | 6 listopada 2011  | Zwolnienie                              | René Isidoro García      | 22 listopada 2011 |
| W trakcie sezonu  |                     |                   |                                         |                          |                   |
| Estudiantes Tecos | José Luis Salgado   | 14 stycznia 2012  | Rezygnacja                              | Gilberto Adame           | 16 stycznia 2012  |
| Guadalajara       | Fernando Quirarte   | 22 stycznia 2012  | Rezygnacja                              | Ignacio Ambríz           | 25 stycznia 2012  |
| Estudiantes Tecos | Gilberto Adame      | 23 stycznia 2012  | Trener tymczasowy                       | Héctor Hugo Eugui        | 30 stycznia 2012  |
| San Luis          | René Isidoro García | 25 lutego 2012    | Rezygnacja                              | Sergio Bueno             | 27 lutego 2012    |
| Querétaro         | José Cardozo        | 4 marca 2012      | Zwolnienie                              | Ángel Comizzo            | 5 marca 2012      |
| Puebla            | Juan Carlos Osorio  | 21 marca 2012     | Rezygnacja                              | Daniel Bartolotta        | 21 marca 2012     |
| Atlante           | Mario García        | 16 kwietnia 2012  | Zwolnienie                              | José Luis González China | 16 kwietnia 2012  |
| Guadalajara       | Ignacio Ambríz      | 18 kwietnia 2012  | Zwolnienie                              | Alberto Coyote           | 18 kwietnia 2012  |

## Regularny sezon

### Tabela
| Lp | Drużyna           | M  | Z  | R | P  | Bramki | Bramki | +/– | Pkt | Uwagi                    | Kwalifikacja           |
| -- | ----------------- | -- | -- | - | -- | ------ | ------ | --- | --- | ------------------------ | ---------------------- |
| 1  | Santos Laguna     | 17 | 11 | 3 | 3  | 33     | 18     | +15 | 36  | Wejście do fazy play-off |                        |
| 2  | Monterrey         | 17 | 9  | 5 | 3  | 32     | 15     | +17 | 32  | Wejście do fazy play-off | Liga Mistrzów CONCACAF |
| 3  | Club América      | 17 | 9  | 5 | 3  | 30     | 18     | +12 | 32  | Wejście do fazy play-off |                        |
| 4  | Morelia           | 17 | 9  | 4 | 4  | 25     | 18     | +7  | 31  | Wejście do fazy play-off |                        |
| 5  | Tigres UANL       | 17 | 9  | 4 | 4  | 22     | 16     | +6  | 31  | Wejście do fazy play-off |                        |
| 6  | Pachuca           | 17 | 7  | 7 | 3  | 24     | 17     | +7  | 28  | Wejście do fazy play-off |                        |
| 7  | Tijuana           | 17 | 7  | 7 | 3  | 18     | 11     | +7  | 28  | Wejście do fazy play-off |                        |
| 8  | Jaguares          | 17 | 8  | 3 | 6  | 26     | 20     | +6  | 27  | Wejście do fazy play-off |                        |
| 9  | Cruz Azul         | 17 | 6  | 7 | 4  | 29     | 21     | +8  | 25  |                          |                        |
| 10 | Toluca            | 17 | 6  | 7 | 4  | 24     | 27     | –3  | 22  |                          |                        |
| 11 | Atlas             | 17 | 4  | 8 | 5  | 7      | 13     | –6  | 20  |                          |                        |
| 12 | Puebla            | 17 | 5  | 4 | 8  | 19     | 23     | –4  | 19  |                          |                        |
| 13 | Pumas UNAM        | 17 | 3  | 7 | 7  | 13     | 18     | –5  | 16  |                          |                        |
| 14 | Atlante           | 17 | 4  | 4 | 9  | 20     | 31     | –11 | 16  |                          |                        |
| 15 | Guadalajara       | 17 | 4  | 3 | 10 | 12     | 21     | –9  | 15  | Liga Mistrzów CONCACAF¹  |                        |
| 16 | San Luis          | 17 | 3  | 3 | 11 | 15     | 30     | –15 | 12  |                          |                        |
| 17 | Querétaro         | 17 | 2  | 6 | 9  | 14     | 30     | –16 | 12  |                          |                        |
| 18 | Estudiantes Tecos | 17 | 2  | 6 | 9  | 12     | 28     | –16 | 12  |                          |                        |

Źródło: MedioTiempo (hiszp.)
Zasady ustalania kolejności: 1. liczba zdobytych punktów w całym cyklu rozgrywek; 2. różnica bramek w całym cyklu rozgrywek; 3. liczba zdobytych bramek w całym cyklu rozgrywek; 4. liczba punktów zdobyta w meczach bezpośrednich; 5. liczba zdobytych bramek w meczach wyjazdowych w całym cyklu rozgrywek; 6. wyższe miejsce w tabeli spadkowej; 7. wyższe miejsce w klasyfikacji Fair Play.
Objaśnienia:
¹ Ponieważ wicemistrz kraju w sezonie Apertura 2011 (Santos Laguna) zapewnił sobie już grę w Lidze Mistrzów CONCACAF, jego miejsce w tych rozgrywkach zostało przydzielone drużynie, która zajęła pierwsze miejsce w tabeli regularnego sezonu Apertura 2011 (Guadalajara).

### Miejsca po danych kolejkach
| Drużyna/ Kolejka  | 1             | 2  | 3  | 4  | 5  | 6  | 7  | 8  | 9  | 10 | 11 | 12 | 13 | 14 | 15 | 16 | 17 |   |
| ----------------- | ------------- | -- | -- | -- | -- | -- | -- | -- | -- | -- | -- | -- | -- | -- | -- | -- | -- | - |
| Drużyna/ Kolejka  | Santos Laguna | 10 | 6  | 3  | 1  | 1  | 2  | 3  | 6  | 4  | 1  | 1  | 1  | 1  | 1  | 2  | 1  | 1 |
| Monterrey         | 3             | 12 | 10 | 11 | 7  | 4  | 5  | 3  | 6  | 5  | 5  | 4  | 4  | 2  | 4  | 5  | 2  |   |
| Club América      | 2             | 4  | 6  | 2  | 6  | 9  | 7  | 2  | 2  | 3  | 3  | 5  | 5  | 5  | 5  | 2  | 3  |   |
| Morelia           | 9             | 15 | 12 | 12 | 9  | 5  | 2  | 1  | 1  | 2  | 2  | 2  | 3  | 4  | 3  | 3  | 4  |   |
| Tigres UANL       | 6             | 7  | 11 | 6  | 3  | 1  | 1  | 4  | 3  | 4  | 4  | 3  | 2  | 3  | 1  | 4  | 5  |   |
| Pachuca           | 11            | 5  | 8  | 8  | 5  | 3  | 6  | 7  | 7  | 8  | 6  | 7  | 6  | 6  | 7  | 7  | 6  |   |
| Tijuana           | 7             | 8  | 2  | 5  | 8  | 10 | 8  | 8  | 5  | 6  | 8  | 6  | 7  | 7  | 6  | 6  | 7  |   |
| Jaguares          | 14            | 10 | 13 | 16 | 16 | 12 | 15 | 12 | 13 | 14 | 10 | 9  | 10 | 8  | 9  | 9  | 8  |   |
| Cruz Azul         | 8             | 3  | 7  | 7  | 4  | 6  | 9  | 9  | 9  | 9  | 9  | 10 | 8  | 9  | 8  | 8  | 9  |   |
| Toluca            | 1             | 2  | 1  | 3  | 10 | 7  | 4  | 5  | 8  | 7  | 7  | 8  | 9  | 10 | 10 | 11 | 10 |   |
| Atlas             | 13            | 14 | 16 | 15 | 14 | 13 | 12 | 10 | 10 | 10 | 11 | 13 | 13 | 14 | 11 | 10 | 11 |   |
| Puebla            | 12            | 13 | 15 | 14 | 13 | 11 | 11 | 13 | 14 | 15 | 16 | 16 | 15 | 11 | 12 | 12 | 12 |   |
| Pumas UNAM        | 15            | 9  | 9  | 10 | 12 | 15 | 14 | 14 | 11 | 11 | 13 | 14 | 14 | 15 | 13 | 14 | 13 |   |
| Atlante           | 4             | 11 | 4  | 4  | 2  | 8  | 10 | 11 | 12 | 13 | 14 | 12 | 12 | 13 | 15 | 13 | 14 |   |
| Guadalajara       | 16            | 16 | 18 | 18 | 18 | 18 | 18 | 17 | 15 | 12 | 12 | 11 | 11 | 12 | 14 | 15 | 15 |   |
| San Luis          | 5             | 1  | 5  | 9  | 11 | 14 | 13 | 15 | 16 | 16 | 15 | 15 | 16 | 16 | 16 | 16 | 16 |   |
| Querétaro         | 18            | 17 | 14 | 13 | 15 | 16 | 17 | 18 | 18 | 18 | 18 | 18 | 18 | 18 | 18 | 17 | 17 |   |
| Estudiantes Tecos | 17            | 18 | 17 | 17 | 17 | 17 | 16 | 16 | 17 | 17 | 17 | 17 | 17 | 17 | 17 | 18 | 18 |   |

### Wyniki
| - 1. kolejka: 6–8 stycznia 2012 - 2. kolejka: 13–15 stycznia 2012 - 3. kolejka: 20–22 stycznia 2012 - 4. kolejka: 27–29 stycznia 2012 - 5. kolejka: 3–5 lutego 2012 - 6. kolejka: 10–12 lutego 2012 - 7. kolejka: 17–19 lutego 2012 - 8. kolejka: 25–26 lutego 2012 - 9. kolejka: 2–4 marca 2012 | - 10. kolejka: 9–11 marca 2012 - 11. kolejka: 16–18 marca 2012 - 12. kolejka: 22–25 marca 2012 - 13. kolejka: 30 marca – 1 kwietnia 2012 - 14. kolejka: 6–8 kwietnia 2012 - 15. kolejka: 13–15 kwietnia 2012 - 16. kolejka: 20–22 kwietnia 2012 - 17. kolejka: 27–29 kwietnia 2012 |

| Gospodarz / Gość¹ | AME | ATL | ATS | CAZ | EST | GUA | JAG | MTY | MOR | PAC | PUE | PUM | QRO | SNL | SAN | TIG | TIJ | TOL |
| Club América      |     |     |     | 2:2 |     |     | 2:0 | 2:3 |     | 1:0 |     | 2:1 |     |     | 3:1 | 0:1 |     | 1:1 |
| Atlante           | 0:4 |     | 0:0 | 2:2 |     |     | 2:2 | 0:3 |     |     |     | 1:2 |     |     | 1:2 |     |     | 0:2 |
| Atlas             | 1:1 |     |     | 0:2 |     |     | 0:3 | 1:0 |     | 0:0 |     | 0:0 |     |     | 1:3 |     |     | 1:0 |
| Cruz Azul         |     |     |     |     | 5:2 |     | 2:0 | 4:3 |     | 1:1 |     | 1:1 | 1:2 | 3:1 | 0:1 | 1:1 |     |     |
| Estudiantes Tecos | 1:1 | 2:1 | 0:0 |     |     | 1:0 |     |     | 1:2 |     | 1:1 |     | 1:1 | 0:2 |     |     | 0:2 |     |
| Guadalajara       | 0:1 | 0:1 | 0:1 | 2:1 |     |     |     |     | 1:2 |     |     |     |     | 0:0 | 2:1 |     | 0:2 | 2:0 |
| Jaguares          |     |     |     |     | 1:0 | 3:1 |     |     | 1:0 | 3:2 | 0:1 |     | 3:0 |     |     | 2:2 | 0:0 |     |
| Monterrey         |     |     |     |     | 4:0 | 2:0 | 2:1 |     |     | 1:1 | 2:1 | 1:1 | 4:1 | 3:0 |     | 2:0 |     |     |
| Morelia           | 3:1 | 1:1 | 0:0 | 2:0 |     |     |     | 0:0 |     |     |     |     |     | 2:0 | 3:1 |     | 1:1 | 1:2 |
| Pachuca           |     | 3:2 |     |     | 2:0 | 3:1 |     |     | 1:2 |     | 3:1 |     | 1:1 |     |     | 1:1 | 1:0 |     |
| Puebla            | 2:3 | 1:2 | 0:0 | 1:1 |     | 1:2 |     |     | 1:2 |     |     |     |     | 0:1 |     |     | 1:1 | 2:1 |
| Pumas UNAM        |     |     |     |     | 0:0 | 0:0 | 0:3 |     | 3:0 | 0:1 | 0:2 |     | 1:1 |     |     | 0:2 |     |     |
| Querétaro         | 0:2 | 2:3 | 2:1 |     |     | 0:0 |     |     | 0:3 |     | 0:1 |     |     | 2:2 |     |     | 0:2 | 2:2 |
| San Luis          | 1:3 | 2:3 | 0:1 |     |     |     | 2:3 |     |     | 0:0 |     | 1:0 |     |     |     | 0:2 | 0:1 |     |
| Santos Laguna     |     |     |     |     | 1:1 |     | 1:0 | 1:1 |     | 0:0 | 3:1 | 2:1 | 2:0 | 5:2 |     | 3:0 |     |     |
| Tigres UANL       |     | 1:0 | 0:0 |     | 2:1 | 2:1 |     |     | 4:1 |     | 1:2 |     | 1:0 |     |     |     | 1:0 |     |
| Tijuana           | 1:1 | 2:1 | 2:0 | 0:0 |     |     |     | 1:0 |     |     |     | 1:1 |     |     | 1:3 |     |     | 1:1 |
| Toluca            |     |     |     | 0:3 | 3:1 |     | 3:1 | 1:1 |     | 3:4 |     | 0:2 |     | 2:1 | 1:3 | 2:1 |     |     |

Objaśnienia:
¹ Drużyna gospodarzy jest wymieniona po lewej stronie tabeli.
Kolory: niebieski – zwycięstwo gospodarzy, żółty – remis, różowy – zwycięstwo gości

### Tabela spadkowa
| Lp | Drużyna           | Pkt A09 | Pkt C10 | Pkt A10 | Pkt C11 | Pkt A11 | Pkt C12 | . | M   | Pkt | Średnia | Uwagi                |
| -- | ----------------- | ------- | ------- | ------- | ------- | ------- | ------- | - | --- | --- | ------- | -------------------- |
| 1  | Monterrey         | 30      | 36      | 32      | 26      | 24      | 32      | . | 102 | 180 | 1,7647  |                      |
| 2  | Cruz Azul         | 33      | 25      | 39      | 26      | 29      | 25      | . | 102 | 177 | 1,7353  |                      |
| 3  | Santos Laguna     | 27      | 28      | 30      | 23      | 27      | 36      | . | 102 | 171 | 1,6765  |                      |
| 4  | Morelia           | 33      | 25      | 21      | 31      | 26      | 31      | . | 102 | 167 | 1,6372  |                      |
| 5  | Tigres UANL       | 22      | 19      | 24      | 35      | 28      | 31      | . | 102 | 159 | 1,5588  |                      |
| 6  | Club América      | 30      | 25      | 27      | 26      | 15      | 32      | . | 102 | 155 | 1,5196  |                      |
| 7  | Toluca            | 35      | 30      | 22      | 21      | 20      | 22      | . | 102 | 150 | 1,4706  |                      |
| 8  | Pachuca           | 24      | 25      | 25      | 18      | 26      | 28      | . | 102 | 146 | 1,4314  |                      |
| 9  | Pumas UNAM        | 17      | 28      | 25      | 35      | 25      | 16      | . | 102 | 146 | 1,4314  |                      |
| 10 | Guadalajara       | 19      | 32      | 22      | 25      | 30      | 15      | . | 102 | 143 | 1,4020  |                      |
| 11 | Tijuana           | –       | –       | –       | –       | 18      | 28      | . | 34  | 46  | 1,3529  |                      |
| 12 | Jaguares          | 19      | 19      | 25      | 14      | 26      | 27      | . | 102 | 130 | 1,2745  |                      |
| 13 | Puebla            | 26      | 19      | 19      | 18      | 22      | 19      | . | 102 | 123 | 1,2059  |                      |
| 14 | San Luis          | 21      | 14      | 26      | 21      | 24      | 12      | . | 102 | 118 | 1,1569  |                      |
| 15 | Atlante           | 23      | 16      | 16      | 27      | 19      | 16      | . | 102 | 117 | 1,1471  |                      |
| 16 | Querétaro         | 18      | 21      | 19      | 16      | 26      | 12      | . | 102 | 112 | 1,0980  |                      |
| 17 | Atlas             | 18      | 24      | 13      | 23      | 12      | 20      | . | 102 | 110 | 1,0784  |                      |
| 18 | Estudiantes Tecos | 20      | 19      | 15      | 17      | 18      | 12      | . | 102 | 101 | 0,9902  | Spadek do Ascenso MX |

Źródło: MedioTiempo (hiszp.)

### Miejsca po danych kolejkach (tabela spadkowa)
| Drużyna/ Kolejka  | 1         | 2  | 3  | 4  | 5  | 6  | 7  | 8  | 9  | 10 | 11 | 12 | 13 | 14 | 15 | 16 | 17 |   |
| ----------------- | --------- | -- | -- | -- | -- | -- | -- | -- | -- | -- | -- | -- | -- | -- | -- | -- | -- | - |
| Drużyna/ Kolejka  | Monterrey | 2  | 2  | 2  | 2  | 2  | 2  | 2  | 2  | 2  | 2  | 1  | 1  | 1  | 1  | 1  | 1  | 1 |
| Cruz Azul         | 1         | 1  | 1  | 1  | 1  | 1  | 1  | 1  | 1  | 1  | 2  | 2  | 2  | 2  | 2  | 2  | 2  |   |
| Santos Laguna     | 4         | 3  | 3  | 3  | 3  | 3  | 4  | 4  | 4  | 4  | 4  | 4  | 3  | 3  | 4  | 3  | 3  |   |
| Morelia           | 3         | 4  | 4  | 4  | 4  | 4  | 3  | 3  | 3  | 3  | 3  | 3  | 4  | 4  | 3  | 4  | 4  |   |
| Tigres UANL       | 7         | 7  | 7  | 6  | 5  | 5  | 5  | 5  | 5  | 5  | 5  | 5  | 5  | 5  | 5  | 5  | 5  |   |
| Club América      | 9         | 9  | 8  | 8  | 8  | 8  | 8  | 7  | 7  | 7  | 7  | 7  | 7  | 6  | 6  | 6  | 6  |   |
| Toluca            | 5         | 6  | 5  | 5  | 6  | 6  | 6  | 6  | 6  | 6  | 6  | 6  | 6  | 7  | 7  | 7  | 7  |   |
| Pachuca           | 10        | 10 | 10 | 10 | 10 | 9  | 9  | 10 | 10 | 10 | 10 | 10 | 10 | 9  | 10 | 9  | 8  |   |
| Pumas UNAM        | 6         | 5  | 6  | 7  | 7  | 7  | 7  | 8  | 8  | 8  | 8  | 9  | 9  | 10 | 8  | 8  | 9  |   |
| Guadalajara       | 8         | 8  | 9  | 9  | 9  | 10 | 10 | 9  | 9  | 9  | 9  | 8  | 8  | 8  | 9  | 10 | 10 |   |
| Tijuana           | 17        | 15 | 12 | 15 | 14 | 15 | 11 | 11 | 11 | 11 | 11 | 11 | 11 | 11 | 11 | 11 | 11 |   |
| Jaguares          | 14        | 12 | 14 | 14 | 15 | 14 | 15 | 14 | 14 | 13 | 13 | 12 | 12 | 12 | 12 | 12 | 12 |   |
| Puebla            | 12        | 13 | 15 | 12 | 13 | 11 | 13 | 13 | 13 | 14 | 14 | 15 | 14 | 13 | 13 | 13 | 13 |   |
| San Luis          | 11        | 11 | 11 | 11 | 11 | 12 | 12 | 12 | 12 | 12 | 12 | 13 | 13 | 14 | 14 | 14 | 14 |   |
| Atlante           | 13        | 14 | 13 | 13 | 12 | 13 | 14 | 15 | 15 | 15 | 15 | 14 | 15 | 15 | 15 | 15 | 15 |   |
| Querétaro         | 15        | 16 | 16 | 16 | 16 | 16 | 16 | 16 | 16 | 16 | 16 | 16 | 16 | 16 | 16 | 16 | 16 |   |
| Atlas             | 16        | 17 | 17 | 17 | 17 | 17 | 17 | 17 | 17 | 17 | 17 | 17 | 17 | 17 | 17 | 17 | 17 |   |
| Estudiantes Tecos | 18        | 18 | 18 | 18 | 18 | 18 | 18 | 18 | 18 | 18 | 18 | 18 | 18 | 18 | 18 | 18 | 18 |   |

## Faza play-off

### Drabinka
|  | Ćwierćfinały | Ćwierćfinały  | Ćwierćfinały | Ćwierćfinały | Ćwierćfinały |   |   | Półfinały     | Półfinały | Półfinały | Półfinały | Półfinały |  |  | Finał | Finał         | Finał | Finał | Finał |
|  |              |               |              |              |              |   |   |               |           |           |           |           |  |  |       |               |       |       |       |
|  | 1            | Santos Laguna | 4            | 2            | 6            |   |   |               |           |           |           |           |  |  |       |               |       |       |       |
|  | 8            | Jaguares      | 3            | 1            | 4            |   |   |               |           |           |           |           |  |  |       |               |       |       |       |
|  | 8            | Jaguares      | 3            | 1            | 4            |   |   | Santos Laguna | 1         | 2         | 3         |           |  |  |       |               |       |       |       |
|  |              |               |              |              |              |   |   | Santos Laguna | 1         | 2         | 3         |           |  |  |       |               |       |       |       |
|  |              |               | Tigres UANL  | 1            | 2            | 3 |   |               |           |           |           |           |  |  |       |               |       |       |       |
|  | 4            | Morelia       | Tigres UANL  | 1            | 2            | 3 | 0 | 1             | 1         |           |           |           |  |  |       |               |       |       |       |
|  | 4            | Morelia       |              |              |              |   | 0 | 1             | 1         |           |           |           |  |  |       |               |       |       |       |
|  | 5            | Tigres UANL   | 1            | 4            | 5            |   |   |               |           |           |           |           |  |  |       |               |       |       |       |
|  |              |               |              |              |              |   |   |               |           |           |           |           |  |  |       | Santos Laguna | 1     | 2     | 3     |
|  |              |               |              | Monterrey    | 1            | 1 | 2 |               |           |           |           |           |  |  |       |               |       |       |       |
|  | 2            | Monterrey     | 2            | 2            | 4            |   |   |               |           |           |           |           |  |  |       |               |       |       |       |
|  | 7            | Tijuana       | 1            | 2            | 3            |   |   |               |           |           |           |           |  |  |       |               |       |       |       |
|  | 7            | Tijuana       | 1            | 2            | 3            |   |   | Monterrey     | 0         | 2         | 2         |           |  |  |       |               |       |       |       |
|  |              |               |              |              |              |   |   | Monterrey     | 0         | 2         | 2         |           |  |  |       |               |       |       |       |
|  |              |               | Club América | 0            | 0            | 0 |   |               |           |           |           |           |  |  |       |               |       |       |       |
|  | 3            | Club América  | Club América | 0            | 0            | 0 | 3 | 0             | 3         |           |           |           |  |  |       |               |       |       |       |
|  | 3            | Club América  |              |              |              |   | 3 | 0             | 3         |           |           |           |  |  |       |               |       |       |       |
|  | 6            | Pachuca       | 1            | 1            | 2            |   |   |               |           |           |           |           |  |  |       |               |       |       |       |

### Ćwierćfinały
| 3 maja 2012 | Jaguares                                                    | 3:4   | Santos Laguna                                   | |
| 19:00       | Rey 28' · Martínez 31', 74'                                 | (2:2) | 24', 59' Ludueña · 38' Peralta · 90+5' Quintero | Estadio Víctor Manuel Reyna Tuxtla Gutiérrez, Chiapas Widzów: 25 000 Sędzia: José Alfredo Peñaloza Soto |
| 19:00       | Hernández 50' · Rodríguez 57' · Zamorano 68' · Martínez 79' | (2:2) | 26' Baloy · 50' Estrada                         | Estadio Víctor Manuel Reyna Tuxtla Gutiérrez, Chiapas Widzów: 25 000 Sędzia: José Alfredo Peñaloza Soto |

| 6 maja 2012 | Santos Laguna                             | 2:1   | Jaguares    |                                                                               |
| 18:00       | Quintero 14' · Peralta 37'                | (2:1) | 6' Zamorano | Estadio Corona Torreón, Coahuila Widzów: 27 000 Sędzia: Roberto García Orozco |
| 18:00       | 48' Arizala · 70' Fuentes · 78' Hernández | (2:1) |             | Estadio Corona Torreón, Coahuila Widzów: 27 000 Sędzia: Roberto García Orozco |

| 3 maja 2012 | Tigres UANL                   | 1:0   | Morelia                                            |                                                                                                 |
| 21:00       | Mancilla 22'                  | (1:0) |                                                    | Estadio Universitario San Nicolás, Nuevo León Widzów: 42 000 Sędzia: Jorge Isaac Rojas Castillo |
| 21:00       | Torres Nilo 58' · Álvarez 90' | (1:0) | 19' Huiqui · 82' Valdez · 88' Romero · 90' Ramírez | Estadio Universitario San Nicolás, Nuevo León Widzów: 42 000 Sędzia: Jorge Isaac Rojas Castillo |

| 6 maja 2012 | Morelia                            | 1:4   | Tigres UANL                                             |                                                                                          |
| 20:00       | Sabah 86'                          | (0:0) | 64' Ayala · 75' Lobos · 76' Edno · 90+1' (k.) Hernández | Estadio Morelos Morelia, Michoacán Widzów: 32 000 Sędzia: Mauricio Rafael Morales Ovalle |
| 20:00       | Pérez 31' · Sabah 50' · Romero 73' | (0:0) | 32' Jiménez · 48' Ayala                                 | Estadio Morelos Morelia, Michoacán Widzów: 32 000 Sędzia: Mauricio Rafael Morales Ovalle |

| 2 maja 2012 | Tijuana                                                | 1:2   | Monterrey                             |                                                                                             |
| 22:30       | Enríquez 87'                                           | (0:1) | 30' Zavala · 49' Reyna                | Estadio Caliente Tijuana, Kalifornia Dolna Widzów: 20 000 Sędzia: Jorge Antonio Pérez Durán |
| 22:30       | Gandolfi 4' · Fernández 57' · Arce 65' · Ruiz 73', 79' | (0:1) | 24' Meza · 38' Zavala · 64' de Nigris | Estadio Caliente Tijuana, Kalifornia Dolna Widzów: 20 000 Sędzia: Jorge Antonio Pérez Durán |

| 5 maja 2012 | Monterrey                                            | 2:2   | Tijuana                                                                        |                                                                                          |
| 20:00       | Delgado 45' · Basanta 65'                            | (1:1) | 9', 62' (k.) Arévalo                                                           | Estadio Tecnológico Monterrey, Nuevo León Widzów: 33 000 Sędzia: Ricardo Arellano Nieves |
| 20:00       | Reyna 27', 32' · Basanta 60' · Zavala 71' · Meza 82' | (1:1) | 19' Maya · 35' Corona · 43' Castillo · 50' Gandolfi · 50' Almazán · 74' Pulido | Estadio Tecnológico Monterrey, Nuevo León Widzów: 33 000 Sędzia: Ricardo Arellano Nieves |

| 2 maja 2012 | Pachuca                                        | 1:3   | Club América                       |                                                                            |
| 20:30       | López 77' (k.)                                 | (0:2) | 38' Molina · 42', 58' Bermúdez     | Estadio Hidalgo Pachuca, Hidalgo Widzów: 29 000 Sędzia: Erim Ramírez Ulloa |
| 20:30       | Rodríguez 14' · Muñoz Mustafá 54' · Vidrio 65' | (0:2) | 21' Molina · 76' Reyes · 83' Muñoz | Estadio Hidalgo Pachuca, Hidalgo Widzów: 29 000 Sędzia: Erim Ramírez Ulloa |

| 5 maja 2012 | Club América | 0:1   | Pachuca                |                                                                                                  |
| 18:00       |              | (0:1) | 37' Vidrio             | Estadio Azteca m. Meksyk, Distrito Federal Widzów: 65 000 Sędzia: Marco Antonio Rodríguez Moreno |
| 18:00       | Mosquera 75' | (0:1) | 13' López · 44' Vidrio | Estadio Azteca m. Meksyk, Distrito Federal Widzów: 65 000 Sędzia: Marco Antonio Rodríguez Moreno |

### Półfinały
| 10 maja 2012 | Tigres UANL                | 1:1   | Santos Laguna |                                                                                                 |
| 20:00        | Lobos 68'                  | (0:0) | 61' Estrada   | Estadio Universitario San Nicolás, Nuevo León Widzów: 42 000 Sędzia: Francisco Chacón Gutiérrez |
| 20:00        | 4' Rodríguez · 74' Salinas | (0:0) |               | Estadio Universitario San Nicolás, Nuevo León Widzów: 42 000 Sędzia: Francisco Chacón Gutiérrez |

| 13 maja 2012 | Santos Laguna            | 2:2   | Tigres UANL                |                                                                                        |
| 20:00        | Peralta 86', 89'         | (0:2) | 1', 26' Mancilla           | Estadio Corona Torreón, Coahuila Widzów: 30 000 Sędzia: Marco Antonio Rodríguez Moreno |
| 20:00        | Baloy 50' · Quintero 65' | (0:2) | 45+1' Juninho · 83' Dueñas | Estadio Corona Torreón, Coahuila Widzów: 30 000 Sędzia: Marco Antonio Rodríguez Moreno |

| 9 maja 2012 | Club América                                             | 0:0   | Monterrey                           |                                                                                                  |
| 21:00       |                                                          | (0:0) |                                     | Estadio Azteca m. Meksyk, Distrito Federal Widzów: 62 000 Sędzia: Mauricio Rafael Morales Ovalle |
| 21:00       | Vuoso 32' · Aguilar 42', 83' · Molina 70' · Mosquera 76' | (0:0) | 36' Chávez · 44' Basanta · 86' Mier | Estadio Azteca m. Meksyk, Distrito Federal Widzów: 62 000 Sędzia: Mauricio Rafael Morales Ovalle |

| 12 maja 2012 | Monterrey                  | 2:0   | Club América                          |                                                                                        |
| 21:00        | Basanta 8' · de Nigris 52' | (1:0) |                                       | Estadio Tecnológico Monterrey, Nuevo León Widzów: 33 000 Sędzia: Roberto García Orozco |
| 21:00        | Basanta 55'                | (1:0) | 29' Molina · 67' Vuoso · 75' Mosquera | Estadio Tecnológico Monterrey, Nuevo León Widzów: 33 000 Sędzia: Roberto García Orozco |

### Finał
| 17 maja 2012 | Monterrey                                                                       | 1:1   | Santos Laguna |                                                                                                 |
| 21:00        | Suazo 90+3'                                                                     | (0:0) | 69' Peralta   | Estadio Tecnológico Monterrey, Nuevo León Widzów: 33 000 Sędzia: Mauricio Rafael Morales Ovalle |
| 21:00        | 18' Quintero · 52' Ludueña · 59' Baloy · 60' Crosas · 76' Estrada · 86' Sánchez | (0:0) |               | Estadio Tecnológico Monterrey, Nuevo León Widzów: 33 000 Sędzia: Mauricio Rafael Morales Ovalle |

| 20 maja 2012 | Santos Laguna            | 2:1   | Monterrey                 |                                                                               |
| 20:00        | Ludueña 5' · Peralta 64' | (1:0) | 78' de Nigris             | Estadio Corona Torreón, Coahuila Widzów: 30 000 Sędzia: Roberto García Orozco |
| 20:00        | Quintero 88'             | (1:0) | 20' de Nigris · 34' Suazo | Estadio Corona Torreón, Coahuila Widzów: 30 000 Sędzia: Roberto García Orozco |

 

MISTRZ MEKSYKU – CLAUSURA 2012

SANTOS LAGUNA
 4. TYTUŁ MISTRZOWSKI
Skład mistrza:
- Bramkarze: Oswaldo Sánchez (21/–23, kapitan), Miguel Becerra (2/–3)
- Obrońcy: Jorge Iván Estrada (20/1), Aarón Galindo (19/2), Felipe Baloy (17/0), Osmar Mares (15/0), Rafael Figueroa (9/0), Santiago Hoyos (8/0), José Antonio Olvera (4/0), Luis Alberto García (1/0)
- Pomocnicy: Rodolfo Salinas (23/2), Daniel Ludueña (21/3), Juan Pablo Rodríguez (19/3), Marc Crosas (15/0), Carlos Morales (13/0), César Ibáñez (9/0), Jaime Toledo (4/0), Jesús Armendáriz (1/0)
- Napastnicy: Christian Suárez (22/4), Oribe Peralta (21/15), Carlos Darwin Quintero (20/8), Cándido Ramírez (17/0), Hérculez Gómez (12/5), Carlos Ochoa (7/1), Arnulfo González (1/0), Carlos Parra (1/0)
- Trener: Benjamín Galindo

Uwaga

## Statystyki
| Lp | Zawodnik          | Klub          | Gole |
| -- | ----------------- | ------------- | ---- |
| 1  | Christian Benítez | Club América  | 14   |
| 1  | Iván Alonso       | Toluca        | 14   |
| 3  | Miguel Sabah      | Morelia       | 9    |
| 3  | Aldo de Nigris    | Monterrey     | 9    |
| 3  | Oribe Peralta     | Santos Laguna | 9    |
| 6  | Emanuel Villa     | Cruz Azul     | 8    |
| 6  | Lucas Lobos       | Tigres UANL   | 8    |
| 6  | Luis Gabriel Rey  | Jaguares      | 8    |
| 6  | Jackson Martínez  | Jaguares      | 8    |
| 10 | Humberto Suazo    | Monterrey     | 7    |
| 10 | José Sand         | Tijuana       | 7    |

| Lp | Zawodnik                | Klub          | Asysty |
| -- | ----------------------- | ------------- | ------ |
| 1  | César Delgado           | Monterrey     | 9      |
| 2  | Humberto Suazo          | Monterrey     | 8      |
| 3  | Carlos Darwin Quintero  | Santos Laguna | 7      |
| 3  | Daniel Montenegro       | Club América  | 7      |
| 5  | Jorge Marcelo Rodríguez | Jaguares      | 6      |
| 6  | Mauro Cejas             | Pachuca       | 5      |
| 6  | José Sand               | Tijuana       | 5      |
| 6  | Rafael Márquez Lugo     | Morelia       | 5      |
| 6  | Christian Giménez       | Cruz Azul     | 5      |
| 10 | Néstor Calderón         | Toluca        | 4      |
| 10 | Daniel Ludueña          | Santos Laguna | 4      |
| 10 | Oribe Peralta           | Santos Laguna | 4      |
| 10 | Luis Gabriel Rey        | Jaguares      | 4      |
| 10 | Edgar Gerardo Lugo      | Morelia       | 4      |
| 10 | Elías Hernández         | Tigres UANL   | 4      |
| 10 | Sinha                   | Toluca        | 4      |

Źródło: MedioTiempo (hiszp.)

Uwaga

### Hat-tricki
| Kolejka | Data          | Zawodnik      | Klub          | Wynik | Przeciwnik | Gole                  |
| ------- | ------------- | ------------- | ------------- | ----- | ---------- | --------------------- |
| 9.      | 3 marca 2012  | Oribe Peralta | Santos Laguna | 5:2   | San Luis   | Gol · Gol · Gol · Gol |
| 11.     | 17 marca 2012 | Mauro Cejas   | Pachuca       | 3:2   | Atlante    | Gol · Gol · Gol       |

## Nagrody
Nagrody za sezon Clausura 2012 przyznał Meksykański Związek Piłki Nożnej na zorganizowanej 3 września 2012 gali, w ramach plebiscytu "Balón de Oro" ("Złota Piłka"). Najlepszym piłkarzem sezonu wybrano Meksykanina Oribe Peraltę, napastnika Club Santos Laguna. Oprócz poniższych wyróżnień indywidualnych uhonorowano również wówczas drużynę mistrza Meksyku (Club Santos Laguna), lidera klasyfikacji Fair Play (CF Monterrey), najlepszych strzelców sezonu (Christian Benítez i Iván Alonso) oraz mistrzów Meksyku w kategoriach U-13 (CF Monterrey), U-15 (CF Pachuca), U-17 (Chivas de Guadalajara) i U-20 (Club América). Nagrody specjalne przyznano pośmiertnie dziennikarzom sportowym Fernando Marcosowi i Ángelowi Fernándezowi Rugamie.
| Nagrody indywidualne                       | Nagrody indywidualne                 |
| ------------------------------------------ | ------------------------------------ |
| Piłkarz sezonu:                            | Oribe Peralta (Santos Laguna)        |
| Bramkarz sezonu:                           | José de Jesús Corona (Cruz Azul)     |
| Środkowy obrońca sezonu:                   | José María Basanta (Monterrey)       |
| Boczny obrońca sezonu:                     | Jorge Iván Estrada (Santos Laguna)   |
| Defensywny pomocnik sezonu:                | Juan Pablo Rodríguez (Santos Laguna) |
| Ofensywny pomocnik sezonu:                 | Lucas Lobos (Tigres UANL)            |
| Napastnik sezonu:                          | Oribe Peralta (Santos Laguna)        |
| Odkrycie sezonu:                           | Marco Bueno (Pachuca)                |
| Trener sezonu:                             | Benjamín Galindo (Santos Laguna)     |
| Najlepszy trener przygotowania fizycznego: | Luis Octavio Duarte (Santos Laguna)  |
| Najlepszy sędzia:                          | Roberto García Orozco                |
| Najlepszy sędzia liniowy:                  | Marvin Torrentera Rivera             |